# 沖縄SV
沖縄SV（おきなわ・エス・ファウ、英: Okinawa Sport-Verein） は、日本の沖縄県豊見城市、うるま市、沖縄市を中心とする沖縄県全県をホームタウンとする日本フットボールリーグ（JFL）所属に加盟するサッカークラブ。Jリーグ加盟を目指すクラブの1つである。呼称は沖縄SV（おきなわ・エス・ファウ）。

## 概要
SVはドイツ語でスポーツクラブを意味する「シュポルト＝フェァイン（Sport-Verein）」の略であり、チーム略称は「OSV」。チーム代表者である高原直泰がかつて所属した「ハンブルガーSV（通称HSV）」が、チーム名の由来である。
元日本代表の高原直泰がオーナーを務め、「さまざまなスポーツ競技を地域密着で行う」という理念のもとに、沖縄の地域に密着した総合スポーツクラブの活動を目指して取り組んでいる。高原自身も住民票を沖縄に移しており、ここで骨を埋める覚悟でチームの運営に取り組むと公式サイトで宣言している。
総合スポーツクラブとして、将来はサッカー以外のスポーツ部門にも活動を拡大していく計画を持っている。なおサッカー部門に関しては、将来のJリーグ参入を念頭におきながら運営を行っている。また、ジュニアユース、ユースも立ち上げており、サッカーを軸にしたさまざまな活動を通じて、地域のコミュニティー活性化につなげている。

## 略歴

### 沖縄県リーグ～九州リーグ（2016年 - 2022年）

#### 2016年
最下級リーグとなる沖縄県社会人サッカーリーグ3部北ブロックで全勝優勝。監督は高原が兼任（選手としても出場する）。中核選手として元Jリーガーの池端陽介、飯尾一慶、松本圭介、西紀寛、森勇介、黒木晃賢らが加入。10月22日には、第52回全国社会人サッカー選手権大会に出場。アミティエSC京都と対戦し1-3で敗れた。

#### 2017年
昨季のリーグ戦での全勝優勝などの好成績により、沖縄県サッカー協会の推薦で県3部北から飛び級で県1部へ昇格。設立2年目へ向け、高原は「日本フットボールリーグ （JFL）入りが最大のミッションだ」と述べ、あらためて決意を示した。リーグ戦は2位に終わったが、優勝した沖縄国際大学には九州各県リーグ決勝大会の出場権がないため繰り上げで出場、同大会で優勝し九州サッカーリーグ昇格を決めた。

#### 2018年
九州サッカーリーグで開幕から7連勝し首位に立ったが、第8節でNIFS KANOYA FCに1-5の完敗を喫し、さらに後半戦では首位攻防戦となる第11節のJ.FC MIYAZAKI戦に0-1で敗れたことにより首位を明け渡す。その後は再び7連勝したもののMIYAZAKIも7連勝したため、ゴール数でMIYAZAKIを18点も上回る圧倒的な攻撃力を誇りながら、リーグ2位に終わる。第54回全国社会人サッカー選手権大会では、2回戦でいわきFCにPK戦の末敗れ、全国地域サッカーチャンピオンズリーグ出場権を逃した。

#### 2019年
8月5日、学校法人角川ドワンゴ学園が運営するN高等学校との業務提携を発表。これにより沖縄SVのユース選手は希望すればN高に入学することが可能となった。また、N高にもアスリートクラスが新設され、高原がアドバイザーとして就任した。
同年は九州リーグで開幕17連勝して初優勝。全国地域サッカーチャンピオンズリーグ2019・1次ラウンドグループAでは、2戦目の福井ユナイテッドFC戦で1-6と大敗した事が響き、他2試合に勝利しグループ2位にはなったものの、他2グループの2位チームに得失点差で及ばず、決勝ラウンド進出およびJFL昇格を逃した。初出場した天皇杯では1回戦で松山大学を破ったが、2回戦でサンフレッチェ広島に敗れた。

#### 2020年
山本浩正を監督に招聘。九州リーグは4試合を消化したところで新型コロナウイルスの影響により中止となった。前年優勝チームとして推薦で全国地域サッカーチャンピオンズリーグ2020に出場したが、1次ラウンドで1勝1分1敗の3位に終わり、JFL昇格を逃した。天皇杯にも推薦で出場したが、1回戦で鹿屋体育大学に敗れた。

#### 2021年
九州リーグ第11節のヴェロスクロノス都農戦でPK負けを喫し、首位の都農を追いかける展開となったことから、13試合を消化した7月29日に監督を交代。山本がGKコーチ・高原が選手兼監督に就任した。しかし交代発表直後の第57回九州社会人サッカー選手権大会（第57回全国社会人サッカー選手権大会九州予選）ではFC延岡AGATA（宮崎県代表）に0-3の完敗。その後のリーグ戦でも苦戦が続いたが、最終節の都農戦では後半41分に同点に追いつくと後半アディショナルタイムに逆転ゴールを決める劇的勝利で、都農を勝点1上回り逆転優勝を果たした。全国地域サッカーチャンピオンズリーグ2021・1次ラウンドでは、2戦目の福井ユナイテッドFC戦で終了間際に同点ゴールを決められたことが響き、1勝2分の2位に終わった。天皇杯では1回戦で福岡大学を延長戦の末破ったが、2回戦でＶ・ファーレン長崎に敗れた。

#### 2022年
2月28日にJリーグ百年構想クラブに認定された。九州リーグでは開幕から18連勝で首位を独走し、最終的に19勝1分無敗、20試合でわずか5失点の堅守で3回目のリーグ優勝。天皇杯1回戦ではJ3のFC今治に4-1で逆転勝ちしジャイアントキリングを達成。続くアビスパ福岡戦では敗退するも、クラブ史上初の公式戦の対Jリーグクラブ勝利を果たす。第58回全国社会人サッカー選手権大会は2回戦で関大2008に敗退。
全国地域サッカーチャンピオンズリーグ2022は1次ラウンドでヴェロスクロノス都農、コバルトーレ女川、アルティスタ浅間と同組になり、2勝1分・無失点で決勝ラウンドに進出。決勝ラウンドではブリオベッカ浦安戦、栃木シティFC戦をともにスコアレスドローで終え、最終節ではFC刈谷に4-0で勝利。1次ラウンドから6試合無失点の堅守で2位に入った。この結果を受け、12月6日に開催されたJFL理事会において、正式に第25回日本フットボールリーグへの入会が承認された。

### JFL（2023年 - ）

#### 2023年
JFL参入1年目。開幕から3連敗の後第4節ラインメール青森戦でJFL初勝利を挙げ、一時は13位まで順位を上げたものの、第10節から11試合勝利なし（3分8敗）となり、第12節終了時点で最下位に転落。7月25日、Jリーグ百年構想クラブからの脱退を発表した。2022年12月の制度改正によりJリーグ入会の条件からJリーグ百年構想クラブであるという要件が外れたためであり、引き続きJリーグ入会を目指すとしている。シーズン終盤に連勝するなど調子を上げたものの順位を上げるまでには至らず最下位のままシーズン終了。全国地域サッカーチャンピオンズリーグ2023で2位となったVONDS市原との入替戦に臨むこととなった。
12月3日に開催された入替戦では、後半先制した後追いつかれ、延長にもつれ込んだものの、延長前半終了間際の得点を守り切り2-1で勝利、JFL残留を果たした。なおこの試合をもって高原直泰が現役を引退した。

#### 2024年
JFL参入2年目。高原の後任の監督として、長年清水エスパルスの下部組織の指導者として、2022年には常葉大学サッカー部コーチ、2023年には清水ユースのヘッドコーチを歴任した小野木玲が就任した。

## サッカー以外の取り組み
これまでに、ヨネックスらとの協同で「首里織」や「琉球びんがた」など沖縄の伝統工芸産業の育成と経済活性化を目指す「OKINAWA CRAFT LABO」プロジェクト、琉球大学らとの協同で沖縄の食材を使った商品開発を行う「NATURAL SELECT」プロジェクト、沖縄県衣類縫製品工業組合との協同でかりゆしウェアの新ブランド「かりゆしスポーツ」の設立など、さまざまな事業に取り組んでいる。
2019年4月17日、コーヒー栽培の北限となる沖縄で初の大規模な国産コーヒー農場作りを目指す「沖縄コーヒープロジェクト」を、高原の古巣であるジュビロ磐田のかつてのメインスポンサーであったネスレ日本、および名護市、琉球大学と協同で開始した。農業就業者の高齢化、後継者不足、耕作放棄地への対応など沖縄の一次産業における問題の解決を目指す、コーヒーを沖縄の特産品にする、サッカー場を併設したコーヒー農園など新たな観光資源を開発する、そして沖縄SVの持続的な収入源の一つにする、などの狙いがある。2021年10月には農地所有適格法人として「沖縄SVアグリ株式会社」を設立し、将来的にコーヒー以外の農作物の栽培にも進出する方針も明らかにしている。

## タイトル

### リーグ戦
- 九州サッカーリーグ：3回
  - 2019年、2021年、2022年
- 沖縄県社会人サッカーリーグ3部：1回
  - 2016年

### カップ戦
- 沖縄県サッカー選手権大会：3回
  - 2019年、2021年、2022年
- 九州各県サッカーリーグ決勝大会：1回
  - 2017年度
- 沖縄県社会人サッカー選手権大会：2回
  - 2016年、2017年

## チーム成績・歴代監督
| 年度 | 所属                | 順位                               | 勝点                               | 試合                               | 勝                                 | 分 (PK勝,PK敗)                     | 敗                                 | 得                                 | 失                                 | 差                                 | 天皇杯     | 監督                              |
| 2016 | 沖縄県3部北ブロック | 優勝                               | 27                                 | 9                                  | 9                                  | 0                                  | 0                                  | 123                                | 1                                  | 122                                | 県予選敗退 | 高原直泰                          |
| 2017 | 沖縄県1部           | 2位                                | 25                                 | 9                                  | 8                                  | 0                                  | 1                                  | 64                                 | 4                                  | 60                                 | 県予選敗退 | 高原直泰                          |
| 2018 | 九州                | 2位                                | 48                                 | 18                                 | 16                                 | (0,0)                              | 2                                  | 74                                 | 12                                 | 62                                 | 県予選敗退 | 高原直泰                          |
| 2019 | 九州                | 優勝                               | 51                                 | 18                                 | 17                                 | (0,0)                              | 1                                  | 64                                 | 7                                  | 57                                 | 2回戦敗退  | 高原直泰                          |
| 2020 | 九州                | 新型コロナウイルスの影響により中止 | 新型コロナウイルスの影響により中止 | 新型コロナウイルスの影響により中止 | 新型コロナウイルスの影響により中止 | 新型コロナウイルスの影響により中止 | 新型コロナウイルスの影響により中止 | 新型コロナウイルスの影響により中止 | 新型コロナウイルスの影響により中止 | 新型コロナウイルスの影響により中止 | 1回戦敗退  | 山本浩正                          |
| 2021 | 九州                | 優勝                               | 51                                 | 18                                 | 16                                 | (1,1)                              | 0                                  | 78                                 | 8                                  | 70                                 | 2回戦敗退  | 山本浩正（-7月） 高原直泰（8月-） |
| 2022 | 九州                | 優勝                               | 58                                 | 20                                 | 19                                 | 1                                  | 0                                  | 75                                 | 5                                  | 70                                 | 2回戦敗退  | 高原直泰                          |
| 2023 | JFL                 | 15位                               | 26                                 | 28                                 | 7                                  | 5                                  | 16                                 | 18                                 | 38                                 | -20                                | 県予選敗退 | 高原直泰                          |
| 2024 | JFL                 | 9位                                | 41                                 | 30                                 | 11                                 | 8                                  | 11                                 | 52                                 | 44                                 | 8                                  | 1回戦敗退  | 小野木玲                          |
| 2025 | JFL                 | 位                                 |                                    | 30                                 |                                    |                                    |                                    |                                    |                                    |                                    | TBD        | 小野木玲                          |

## ユニフォーム

### チームカラー
- 濃紺、    黄

### ユニフォームスポンサー
| 掲出箇所   | スポンサー名               | 表記                         | 掲出年   | 備考             |
| 胸         | ネスレ日本                 | It all starts with a NESCAFÉ | 2019年 - | 2017年は背中上部 |
| 鎖骨       | なし                       | -                            | -        |                  |
| 背中上部   | プラン ドゥ シー           | Plan・Do・See Inc.           | 2023年 - |                  |
| 背中下部   | なし                       | -                            | -        |                  |
| 袖         | やまやコミュニケーションズ | やまや Communications        | 2019年 - |                  |
| パンツ前面 | ケー・ディー・エス         | K.D.S                        | 2016年 - |                  |
| パンツ背面 | なし                       | -                            | -        |                  |

### ユニフォームサプライヤーの遍歴
- 2016年：サムライズ
- 2017年：ヨネックス[18]
- 2018年 - 現在：エグゼフ[19]

### 歴代ユニフォーム
| FP 1st |      |
| 2017   | 2018 |
|        |      |

| FP 2nd |      |
| 2017   | 2018 |
|        |      |

### 歴代ユニフォームスポンサー表記
| 年度 | 箇所                         | 箇所   | 箇所                         | 箇所           | 箇所                  | 箇所       | 箇所       | サプライヤー |
| 年度 | 胸                           | 鎖骨   | 背中上部                     | 背中下部       | 袖                    | パンツ前面 | パンツ背面 | サプライヤー |
| 2016 | CA ADVANCE                   | 解禁前 | -                            | プラスナレッジ | NSE                   | K.D.S      | 解禁前     | SAMURIZE     |
| 2017 | CA ADVANCE                   | 解禁前 | It all starts with a NESCAFÉ | プラスナレッジ | NSE                   | K.D.S      | 解禁前     | YONEX        |
| 2018 | CA ADVANCE                   | -      | -                            | プラスナレッジ | JTA                   | K.D.S      | 解禁前     | XF           |
| 2019 | It all starts with a NESCAFÉ | -      | ブルーコンシャス             | Sunnyhose      | やまや Communications | K.D.S      | 解禁前     | XF           |
| 2020 | It all starts with a NESCAFÉ | -      | ブルーコンシャス             | -              | やまや Communications | K.D.S      | -          | XF           |
| 2021 | It all starts with a NESCAFÉ | -      | ブルーコンシャス             | -              | やまや Communications | K.D.S      | -          | XF           |
| 2022 | It all starts with a NESCAFÉ | -      | SYNC LIVE                    | -              | やまや Communications | K.D.S      | -          | XF           |
| 2023 | It all starts with a NESCAFÉ | -      | Plan・Do・See Inc.           | -              | やまや Communications | K.D.S      | -          | XF           |